# Gheorghe Dima
Gheorghe Dima (botezat George Dima, n. 28 decembrie 1847, Brașov, Imperiul Austriac – d. 4 iunie 1925, Cluj, România) a fost un compozitor, dirijor și pedagog român, membru de onoare (din 1919) al Academiei Române.

## Copilăria. Studii
Gheorghe Dima s-a născut ultimul dintre cei patru copii ai lui Nicolae și al Zoei Dima. Va rămâne în scurt timp orfan de tată. Cu ajutorul fratelui său mai mare, Pandeli, tânărul Gheorghe urmează școala de profil tehnic, mai întâi în Liceul real din Viena și apoi la Politehnica din Karlsruhe (Germania).
În această perioadă se arată pentru prima oară interesat de muzică. Va lua mai întâi lecții de canto cu profesorul Heinrich Giehna, iar apoi la Viena, cu Otto Uffmann. Hotărât să se dedice muzicii, Dima va trece la Graz, sub îndrumarea lui Ferdinand Thieriot.

## Activitate

Gheorghe Dima

În tinerețe a cântat la operele din Klagenfurt și Zürich. După întoarcerea în orașul natal, a practicat ca profesor de muzică la Școalele Centrale Române greco-ortodoxe din Brașov, dirijor, fiind și director al Școlii de Gimnastică și Cântări din Brașov (1875 - 1879; 1899 - 1914), precum și cel dintâi director al Conservatorului din Cluj. Din compozițiile sale, amintim: „Cucule cu peana sură” (f.a.), „Muma lui Ștefan cel Mare” (1884?) și „Ștefan Vodă și codrul” (1904).

## Compoziții
De vreme ce doar câteva dintre lucrările menționate au putut fi datate, pentru ordonarea lor s-a respectat criteriul alfabetic. Data exactă sau perioada realizării lucrărilor va fi notată alături, acolo unde se cunoaște.

### Cântece pentru voce și pian (lieduri)
- A venit un lup din crâng (versuri de George Coșbuc) Compus în 16 octombrie 1904.
- De ce nu-mi vii? (tradus în limba germană ca «O, komm zu mir!»; versuri de Mihai Eminescu)
- Peste vârfuri (trad. lb. germ. «Wehmuth»; versuri de Mihai Eminescu) Traducere întocmit de Mite Kremnitz. Cântat prima oară la Sibiu, în 1897. Dedicat „domnului Titu Maiorescu”.
- Somnoroase păsărele (trad. lb. germ. «Müde Vöglein»; versuri de Mihai Eminescu) Compus la 31 octombrie 1896. Traducerea a fost făcută de soția compozitorului, Maria. Dedicat „domnului Titu Maiorescu”.

### Coruri

#### Bărbătești
- Hai în horă... (versuri de Vasile Alecsandri) Cântat prima oară la Sibiu, în 1884, sub formă de cor mixt.

#### Mixte
- Două inimi nu-mi dau pace (versuri populare)
- Hora (cu acompaniament de pian; versuri de Vasile Alecsandri)
- Primăvara (versuri de Vasile Alecsandri)
- Ziua ninge (versuri de Vasile Alecsandri – poezia „Iarna”)

### Cantate
- Muma lui Ștefan cel Mare, baladă pentru soliști și cor, cu acompaniament de pian (versuri de Dimitrie Bolintineanu)

### Adaptări după cântece populare
Există un număr de piese scrise pornind de la melodi populare, cel mai adesea românești (cunoscute publicului la momentul întocmirii acestora, preluări sau în câteva cazuri, melodii vechi), dar și ale altor popoare. 

#### Pentru voce și pian
- Hop, țurcă, furcă! Dedicat „fratelui meu Pandeli”.
- Jelui-m-aș și n-am cui... (trad. lb. germ. «Trauter Wald dir möcht' ich klagen») Traducerea în limba germană a fost făcută de autor. Dedicat „doamnei Veturia Triteanu”.
- Mândruliță de demult (trad. lb. germ. «Liebchen mein, seit manchem Jahr») Cântat prima oară la Sibiu, în 1895, aranjat pentru cor mixt. Dedicat „iubitei mele soții”.
- Sub fereastra mândrei mele (trad. lb. germ. «Vordem Fenster meiner Süssen») Dedicat „iubitei mele soții”, care a realizat traducerea în limba germană a versurilor.
- Știi tu, mândro? (trad. lb. germ. «Hör' mich an und folge gut...»)

#### Coruri bărbătești
- Cucule pasăre sură
- În zadar alerg pământul
- Scumpă, dragă copiliță
- Toată iarna ger și frig

#### Coruri mixte
- Ce faci Ioană? Cântat prima dată la Sibiu, în 1894.
- Cucuruz cu frunza-n sus
- Hei, leliță din cel sat...
- Anika de la moară (cântec popular slovac; strofele 3 și 4 adăugate de Ecaterina Pitiș)
- Cărăușul (cântec popular slovac; strofele 2 și 3 adăugate de Ecaterina Pitiș)
- Nu m-ar arde dorul (cântec popular slovac)
- O, ce veste minunată! (1888) [3]

## Omagii
În semn de prețuire, mai multe edificii din România poartă numele compozitorului. Este cazul Academiei de muzică din Cluj, unde Gheorghe Dima a fost primul în funcția de director. De asemenea, Filarmonica din Brașov îi poartă numele, începând din 1946.

#### Albume de piese și partituri
- Dima, Gheorghe (1958). Opere alese, Editura de Stat Didactică și Pedagogică, București
Notă. Albumul a fost tipărit cu ocazia aniversării a 110 ani de la nașterea compozitorului. Ediție critică de Viorel Cosma.